# Kit Malthouse
Christopher Laurie Malthouse, né le 27 octobre 1966 à Aigburth, est un homme politique britannique du parti conservateur, homme d'affaires et écrivain occasionnel.
Il est élu en mai 2015 comme député pour le Nord-Ouest Hampshire. Il est adjoint au maire de Londres pour le développement économique, membre de l'Assemblée de Londres représentant le centre-Ouest, qui englobe la Cité de Westminster, le district londonien de Hammersmith et Fulham et le district de Kensington et Chelsea.
À la suite du remaniement ministériel de janvier 2018, Malthouse est nommé sous-secrétaire d'État parlementaire au ministère du Travail et des Retraites. En juillet 2018, il est nommé ministre d’État au Logement, au ministère du Logement, des Communautés et du Gouvernement local.
Entre juillet et septembre 2022, il est chancelier du duché de Lancastre, puis jusqu'en octobre de la même année secrétaire d'État à l'Éducation.

## Formation
Malthouse est né à Aigburth dans la région de Liverpool, et fait ses études à Sudley et au Collège de Liverpool. Il étudie les sciences politiques et l'économie à l'université de Newcastle upon Tyne.
Il reçoit une formation d'expert-comptable chez Deloitte en 2004. Puis il travaille comme directeur financier du groupe Cannock. Il gère le rachat d'une partie de ce groupe appelé le Comté de Holdings et est aujourd'hui président de la société.

## Conseil municipal de Westminster, 1998-2006
Malthouse est élu au conseil municipal de Westminster en mai 1998, comme représentant de St George Ward dans la zone de Pimlico au centre de Londres. À la faveur d'un redécoupage, il est réélu en mai 2002 pour Warwick ward, qui est aussi dans Pimlico.
Il est nommé Whip en chef du groupe conservateur, et à la suite d'un changement de leader, il est nommé président de la commission des Affaires sociales. Deux ans plus tard, il est élu vice-président du Conseil et est membre de la commission des Finances.
Il quitte le Conseil municipal de Westminster en mai 2006.

## Conseil de Londres 2008-2012
Le 26 mars 2007, il est choisi comme candidat conservateur pour l'Assemblée de Londres pour West Central. Les élections de l'Assemblée ont lieu le 1er mai 2008, et Malthouse obtient 53% des voix. Il est nommé adjoint au maire pour la police deux jours plus tard. En octobre 2008, il est nommé vice-président de l'autorité de police métropolitaine par Johnson.
Malthouse est membre du conseil d'administration de l'Association des Autorités de Police. Il siège également à la réunion ministérielle du Groupe de Pilotage de la justice de Londres.
En octobre 2009, Malthouse est impliqué dans les événements qui conduisent à la démission de Sir Ian Blair, commissaire de la Police métropolitaine. Au cours de ses premiers mois dans le bureau, il est également responsable d'un gros changement des membres de l'Autorité de Police et d'une restructuration de l'organisation.

## Adjoint aux Affaires économiques 2012-2015
En mai 2012 Malthouse est nommé premier adjoint au maire pour les Affaires économiques, avec la mission d'améliorer l'emploi et l'attractivité économique.
Il est membre du conseil d'administration de TheCityUK et HyER, l'Association européenne pour l'hydrogène et les piles à combustible et l'électro-mobilité, et président de l'Hydrogène à Londres. Il est également un membre du conseil d'administration de London & Partners.

## Député de North West Hampshire depuis 2015
Il se présente dans la circonscription de Liverpool Wavertree lors de l'élection générale de 1997. Le siège, qui a été recréé après avoir été supprimé à la suite des élections générales de 1979, est facilement gagné par le candidat travailliste Jane Kennedy, qui obtient 29 592 voix (64,4%). Malthouse arrive troisième avec 4 944 voix (10,8%), derrière le candidat du parti libéral-démocrate Richard C. Kemp.
Le 4 juillet 2014, il est choisi comme candidat Conservateur pour la circonscription de Nord-Ouest Hampshire. Le siège est occupé par George Young (1941) depuis 1997, qui ne se représente pas. En mars 2015 Malthouse démissionne de son poste d'adjoint au maire pour se concentrer sur sa campagne. Il remporte son siège dans le Nord-Ouest Hampshire avec une majorité de 23 943 voix.